# FC Schönberg 95
FC Schönberg 95 is een Duitse voetbalclub uit Schönberg, Mecklenburg-Voor-Pommeren.

## Geschiedenis
De club werd op 1 juli 1995 opgericht toen de voetbalafdeling van TSG Schönberg zelfstandig werd. In 1998 promoveerde de club naar de Oberliga NOFV-Nord, de toenmalige vierde klasse, en speelde daar tot 2005. Tussen 1999 en 2003 was de club een van de topteams en kwam meermaals in aanmerking voor promotie naar de Regionalliga. In 2000 speelde de club tegen FC Rot-Weiß Erfurt voor een plaats in de Regionalliga, maar verloor uiteindelijk. Ook in 2003 was de club dicht bij promotie maar verloor dan van FC Sachsen Leipzig.
Na een onmiddellijke terugkeer in 2006 en een zevende plaats trok Schönberg zich om financiële redenen terug uit de Oberliga en speelt sindsdien in de Verbandsliga. De club werd vicekampioen in 2008 en kampioen in 2009 maar verzaakte aan promotie naar de Oberliga. In 2013 promoveerde de club wel omdat kampioen Sievershäger SV 1950 afzag van promotie. In 2015 promoveerde de club naar de Regionalliga. In 2017 eindigde de club elfde, maar trok zich vrijwillig terug uit de competitie en ging vanaf 2017/18 van start in de Landesliga Mecklenburg-Vorpommern, de zevende klasse.